# Yoo Sang-Hee
Yoo Sang-Hee (en coreano: 유상희) es una deportista surcoreana que compitió en bádminton en las modalidades de dobles y dobles mixto. Ganó dos medallas en el Campeonato Mundial de Bádminton de 1985.

## Palmarés internacional
| Campeonato Mundial | Campeonato Mundial | Campeonato Mundial | Campeonato Mundial |
| Año                | Lugar              | Medalla            | Prueba             |
| ------------------ | ------------------ | ------------------ | ------------------ |
| 1985               | Calgary (Canadá)   | Medalla de oro     | Dobles mixto       |
| 1985               | Calgary (Canadá)   | Medalla de bronce  | Dobles             |